# Elecciones judiciales de Bolivia de 2017
Las elecciones judiciales de Bolivia de 2017 se realizaron el 3 de diciembre de 2017. Sirvieron para elegir a los miembros de las Autoridades del Órgano Judicial (magistrados del Tribunal Supremo de Justicia, del Tribunal Agroambiental y del Consejo de la Magistratura) y a los magistrados del Tribunal Constitucional Plurinacional.
En agosto se eligió a 96 postulantes entre un total de 194 preseleccionados por la Asamblea Legislativa Plurinacional. El 3 de diciembre se eligió a 52 representantes para el Órgano Judicial y el Tribunal Constitucional Plurinacional.
6 438 801 personas estaban habilitadas para votar en las elecciones.

## Tribunal Supremo de Justicia
Se seleccionó 36 candidatos, cuatro por cada departamento.
Beni
| Candidatos                              | Votos      | %     |
| --------------------------------------- | ---------- | ----- |
| Carlos Alberto Egüez Áñez               | 23 986     | 34,13 |
| Mariana Montenegro Áñez                 | 23 952     | 34,08 |
| Marlene Arteaga Vaca                    | 16 451     | 23,41 |
| Ramón Camargo Pedriel                   | 5890       | 8,38  |
| Votos válidos                           | 70 279     | 35,02 |
| Votos en blanco                         | 27 722     | 14,98 |
| Votos nulos                             | 87 030     | 47,04 |
| Total de votos emitidos                 | 185 031    |       |
| Inscritos                               | 240 509    |       |
| Abstención                              | Abstención | 23,07 |
| Fuente: Órgano Electoral Plurinacional. |            |       |

Cochabamba
| Candidatos                              | Votos      | %     |
| --------------------------------------- | ---------- | ----- |
| Esteban Miranda Terán                   | 143 609    | 35,04 |
| Nuria Gisela Gonzales Romero            | 106 533    | 25,99 |
| Laslo Juan de la Cruz Vargas Vilte      | 105 734    | 25,80 |
| Scarlett Carla Gutiérrez Roja           | 53 989     | 13,17 |
| Votos válidos                           | 409 865    | 39,69 |
| Votos en blanco                         | 147 621    | 14,98 |
| Votos nulos                             | 475 095    | 46,01 |
| Total de votos emitidos                 | 1 032 581  |       |
| Inscritos                               | 1 216 294  |       |
| Abstención                              | Abstención | 15,10 |
| Fuente: Órgano Electoral Plurinacional. |            |       |

Chuquisaca
| Candidatos                              | Votos      | %     |
| --------------------------------------- | ---------- | ----- |
| José Antonio Revilla Martínez           | 33 586     | 36,80 |
| Marina Durán Miranda                    | 27 530     | 30,17 |
| Lilian Paredes Gonzales                 | 17 239     | 18,89 |
| Lourdes Yolanda Barragán Careaga        | 12 905     | 14,14 |
| Votos válidos                           | 91 260     | 32,20 |
| Votos en blanco                         | 53 235     | 18,78 |
| Votos nulos                             | 138 954    | 49,02 |
| Total de votos emitidos                 | 283 449    |       |
| Inscritos                               | 348 421    |       |
| Abstención                              | Abstención | 18,65 |
| Fuente: Órgano Electoral Plurinacional. |            |       |

La Paz
| Candidatos                              | Votos      | %     |
| --------------------------------------- | ---------- | ----- |
| Juan Carlos Berríos Albizu              | 181 624    | 32,18 |
| José César Villarroel Bustíos           | 147 624    | 26,15 |
| Rosmery Aliaga Apaza                    | 139 225    | 24,67 |
| Virginia Patty Torres                   | 95 966     | 17,00 |
| Votos válidos                           | 564 439    | 35,81 |
| Votos en blanco                         | 242 487    | 15,38 |
| Votos nulos                             | 769 489    | 48,81 |
| Total de votos emitidos                 | 1 576 415  |       |
| Inscritos                               | 1 792 978  |       |
| Abstención                              | Abstención | 12,08 |
| Fuente: Órgano Electoral Plurinacional. |            |       |

Oruro
| Candidatos                              | Votos      | %     |
| --------------------------------------- | ---------- | ----- |
| Marco Ernesto Jaimes Molina             | 41 934     | 38,94 |
| Virginia Colque Calle                   | 29 181     | 27,10 |
| María del Carmen Bejarano Mercado       | 24 691     | 22,93 |
| Janneth Alarcón Rinaldo                 | 11 879     | 11,03 |
| Votos válidos                           | 107 685    | 39,60 |
| Votos en blanco                         | 41 962     | 15,43 |
| Votos nulos                             | 122 312    | 44,97 |
| Total de votos emitidos                 | 271 959    |       |
| Inscritos                               | 314 747    |       |
| Abstención                              | Abstención | 13,59 |
| Fuente: Órgano Electoral Plurinacional. |            |       |

Pando
| Candidatos                              | Votos      | %     |
| --------------------------------------- | ---------- | ----- |
| Ricardo Torres Echalar                  | 9842       | 47,30 |
| Ponciano Ruiz Quispe                    | 4333       | 20,83 |
| Gonzalo Flores Céspedes                 | 3397       | 16,33 |
| Rafael Zapata Ustaris                   | 3234       | 15,54 |
| Votos válidos                           | 20 806     | 41,41 |
| Votos en blanco                         | 9313       | 18,54 |
| Votos nulos                             | 20 126     | 40,06 |
| Total de votos emitidos                 | 50 245     |       |
| Inscritos                               | 67 061     |       |
| Abstención                              | Abstención | 25,08 |
| Fuente: Órgano Electoral Plurinacional. |            |       |

Potosí
| Candidatos                              | Votos      | %     |
| --------------------------------------- | ---------- | ----- |
| Edwin Aguayo Arando                     | 51 642     | 43,57 |
| Elizabeth Arismendi Chumacero           | 28 694     | 24,21 |
| Jorge Andrés Pérez Maita                | 23 602     | 19,91 |
| Nelma Teresa Tito Araujo                | 14 584     | 12,30 |
| Votos válidos                           | 118 522    | 33,87 |
| Votos en blanco                         | 75 868     | 21,68 |
| Votos nulos                             | 155 564    | 44,45 |
| Total de votos emitidos                 | 349 954    |       |
| Inscritos                               | 428 683    |       |
| Abstención                              | Abstención | 18,37 |
| Fuente: Órgano Electoral Plurinacional. |            |       |

Santa Cruz
| Candidatos                              | Votos      | %     |
| --------------------------------------- | ---------- | ----- |
| Olvis Eguez Oliva                       | 125 487    | 29,80 |
| Joyce Lizeth Choquerive Sossa           | 106 690    | 25,33 |
| William Torrez Tordoya                  | 97 408     | 23,13 |
| Teresa Lourdes Ardaya Pérez             | 91 569     | 21,74 |
| Votos válidos                           | 421 154    | 30,34 |
| Votos en blanco                         | 162 576    | 11,71 |
| Votos nulos                             | 804 549    | 57,95 |
| Total de votos emitidos                 | 1 388 279  |       |
| Inscritos                               | 1 677 634  |       |
| Abstención                              | Abstención | 17,25 |
| Fuente: Órgano Electoral Plurinacional. |            |       |

Tarija
| Candidatos                              | Votos      | %     |
| --------------------------------------- | ---------- | ----- |
| María Cristina Díaz Sosa                | 31 604     | 37,85 |
| Rolando Isidoro Espíndola Manguía       | 18 639     | 22,32 |
| Zacarías Valeriano Rodríguez            | 17 720     | 21,22 |
| Ernesto Félix Mur                       | 15 529     | 18,60 |
| Votos válidos                           | 83 492     | 29,55 |
| Votos en blanco                         | 49 758     | 17,61 |
| Votos nulos                             | 149 259    | 52,83 |
| Total de votos emitidos                 | 282 509    |       |
| Inscritos                               | 352 474    |       |
| Abstención                              | Abstención | 19,85 |
| Fuente: Órgano Electoral Plurinacional. |            |       |

## Tribunal Constitucional Plurinacional
Se seleccionó 36 candidatos, cuatro por cada departamento.
Beni
| Candidatos                              | Votos      | %     |
| --------------------------------------- | ---------- | ----- |
| Gonzalo Miguel Hurtado Zamorano         | 29 104     | 48,82 |
| Marco Antonio Justiniano Mejía          | 19 175     | 32,17 |
| Bergman Cuéllar Arauz                   | 10 253     | 17,20 |
| Hans Soruco Suárez (inhabilitado)       | 1079       | 1,81  |
| Votos válidos                           | 59 611     | 32,21 |
| Votos en blanco                         | 33 214     | 17,95 |
| Votos nulos                             | 92 248     | 49,84 |
| Total de votos emitidos                 | 185 073    |       |
| Inscritos                               | 240 509    |       |
| Abstención                              | Abstención | 23,05 |
| Fuente: Órgano Electoral Plurinacional. |            |       |

Cochabamba
| Candidatos                              | Votos      | %     |
| --------------------------------------- | ---------- | ----- |
| Karem Lorena Gallardo Sejas             | 156 434    | 38,34 |
| Jesús Víctor Gonzales Milan             | 107 907    | 26,44 |
| Janet Marianela Antezana de Ivankovic   | 74 452     | 18,25 |
| María Lourdes Bustamante Ramírez        | 69 272     | 16,98 |
| Votos válidos                           | 408 065    | 39,52 |
| Votos en blanco                         | 145 504    | 14,09 |
| Votos nulos                             | 478 988    | 46,39 |
| Total de votos emitidos                 | 1 032 557  |       |
| Inscritos                               | 1 216 294  |       |
| Abstención                              | Abstención | 15,11 |
| Fuente: Órgano Electoral Plurinacional. |            |       |

Chuquisaca
| Candidatos                              | Votos      | %     |
| --------------------------------------- | ---------- | ----- |
| Orlando Ceballos Acuña                  | 33 600     | 34,19 |
| Paul Enrique Franco Zamora              | 24 397     | 24,82 |
| Ana María Morales Núñez                 | 23 203     | 23,61 |
| Zulema Antonieta Gonzales Coronado      | 17 081     | 17,38 |
| Votos válidos                           | 98 281     | 34,65 |
| Votos en blanco                         | 40 978     | 14,45 |
| Votos nulos                             | 144 414    | 50,91 |
| Total de votos emitidos                 | 283 673    |       |
| Inscritos                               | 348 421    |       |
| Abstención                              | Abstención | 18,58 |
| Fuente: Órgano Electoral Plurinacional. |            |       |

La Paz
| Candidatos                              | Votos      | %     |
| --------------------------------------- | ---------- | ----- |
| Brígida Celia Vargas Barañado           | 150 867    | 27,19 |
| Karel Romelia Chávez Uriona             | 146 747    | 26,45 |
| Boris Wilson Arias López                | 146 012    | 26,32 |
| Iván Manolo Lima Magne                  | 111 226    | 20,05 |
| Votos válidos                           | 554 852    | 35,19 |
| Votos en blanco                         | 240 157    | 15,23 |
| Votos nulos                             | 781 651    | 49,58 |
| Total de votos emitidos                 | 1 576 660  |       |
| Inscritos                               | 1 792 978  |       |
| Abstención                              | Abstención | 12,06 |
| Fuente: Órgano Electoral Plurinacional. |            |       |

Oruro
| Candidatos                              | Votos      | %     |
| --------------------------------------- | ---------- | ----- |
| Georgina Amusquivar Moller              | 38 672     | 38,09 |
| Lizet Angélica Carvajal Rada            | 31 415     | 30,94 |
| Eve Carmen Mamani Roldán                | 18 333     | 18,06 |
| Edda Sarah Fiorilo Barrios              | 13 108     | 12,91 |
| Votos válidos                           | 101 528    | 37,35 |
| Votos en blanco                         | 47 413     | 17,44 |
| Votos nulos                             | 122 912    | 45,21 |
| Total de votos emitidos                 | 271 853    |       |
| Inscritos                               | 314 747    |       |
| Abstención                              | Abstención | 13,63 |
| Fuente: Órgano Electoral Plurinacional. |            |       |

Pando
| Candidatos                              | Votos      | %     |
| --------------------------------------- | ---------- | ----- |
| René Yvan Espada Navia                  | 8646       | 39,34 |
| Carla Adriana Cortéz Hoyos              | 5383       | 24,49 |
| Marco Renato Peñaranda Orias            | 4798       | 21,83 |
| Manuel Limbert Rojas Cavero             | 3150       | 14,33 |
| Votos válidos                           | 21 977     | 43,80 |
| Votos en blanco                         | 7516       | 14,98 |
| Votos nulos                             | 20 681     | 41,22 |
| Total de votos emitidos                 | 50 174     |       |
| Inscritos                               | 67 061     |       |
| Abstención                              | Abstención | 25,18 |
| Fuente: Órgano Electoral Plurinacional. |            |       |

Potosí
| Candidatos                              | Votos      | %     |
| --------------------------------------- | ---------- | ----- |
| Petronilo Flores Condori                | 44 586     | 34,01 |
| Pastor Segundo Mamani Villca            | 39 907     | 30,44 |
| María Inés Leyton de la Quintana        | 30 091     | 22,95 |
| Herculiano Capusiri Casana              | 16 513     | 12,60 |
| Votos válidos                           | 131 097    | 37,43 |
| Votos en blanco                         | 59 609     | 17,02 |
| Votos nulos                             | 159 521    | 45,55 |
| Total de votos emitidos                 | 350 227    |       |
| Inscritos                               | 428 683    |       |
| Abstención                              | Abstención | 18,30 |
| Fuente: Órgano Electoral Plurinacional. |            |       |

Santa Cruz
| Candidatos                              | Votos      | %     |
| --------------------------------------- | ---------- | ----- |
| Carlos Alberto Calderón Medrano         | 137 542    | 35,84 |
| Isidora Jiménez Castro                  | 82 973     | 21,62 |
| Leslie Diana Cedeño Vargas              | 82 457     | 21,49 |
| Carolina Tania Cabrera Tapia            | 80 793     | 21,05 |
| Votos válidos                           | 383 765    | 27,61 |
| Votos en blanco                         | 200 359    | 14,41 |
| Votos nulos                             | 805 891    | 57,98 |
| Total de votos emitidos                 | 1 390 015  |       |
| Inscritos                               | 1 677 634  |       |
| Abstención                              | Abstención | 17,14 |
| Fuente: Órgano Electoral Plurinacional. |            |       |

Tarija
| Candidatos                              | Votos      | %     |
| --------------------------------------- | ---------- | ----- |
| Julia Elizabeth Cornejo Gallardo        | 27 920     | 32,38 |
| Marcos Ramiro Miranda Guerrero          | 25 437     | 29,50 |
| Maritza Sánchez Gil                     | 17 944     | 20,81 |
| Edisa Dreidi Mendoza Ortiz              | 14 923     | 17,31 |
| Votos válidos                           | 86 224     | 30,54 |
| Votos en blanco                         | 45 282     | 16,04 |
| Votos nulos                             | 150 818    | 53,42 |
| Total de votos emitidos                 | 282 324    |       |
| Inscritos                               | 352 474    |       |
| Abstención                              | Abstención | 19,90 |
| Fuente: Órgano Electoral Plurinacional. |            |       |

## Tribunal Agroambiental

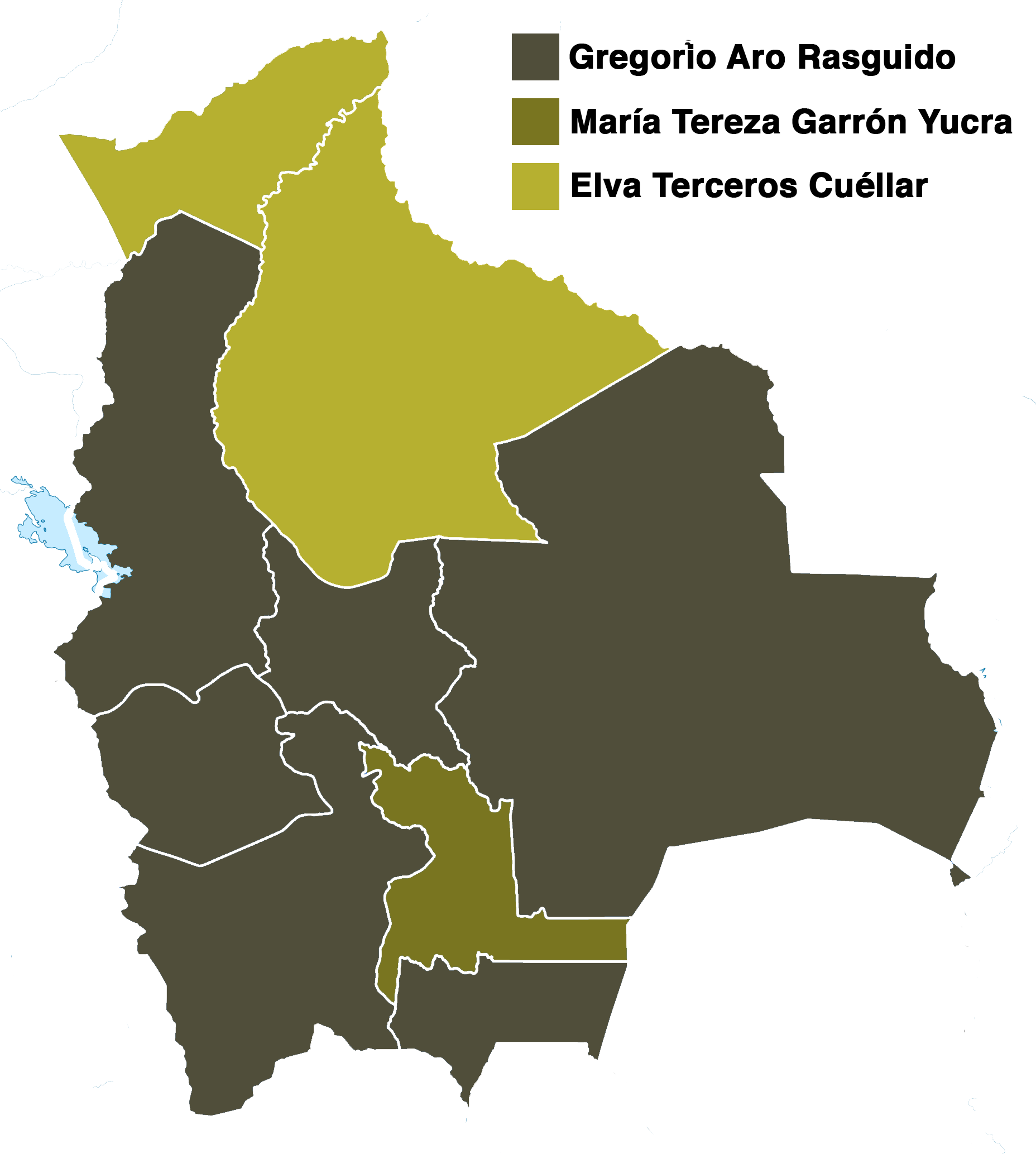
Candidato más votado por departamento.

14 candidatos fueron nominados de los que se elegirán a 5 magistrados.
| Candidatos                              | Votos      | %     |
| --------------------------------------- | ---------- | ----- |
| Gregorio Aro Rasguido                   | 428 213    | 22,55 |
| Rufo Nivardo Vásquez Mercado            | 184 788    | 9,73  |
| Elva Terceros Cuéllar                   | 174 324    | 9,18  |
| María Tereza Garrón Yucra               | 169 826    | 8,94  |
| Ángela Sánchez Panozo                   | 138 783    | 7,31  |
| Juan José García Cruz                   | 137 527    | 7,24  |
| Soraya Alicia Céspedes Moreira          | 110 604    | 5,82  |
| Hugo Alberto Miranda                    | 109 601    | 5,77  |
| Soledad Mirtha Quiroz Gonzáles          | 107 587    | 5,67  |
| Patricia Guadalupe Flores Marín         | 97 267     | 5,12  |
| Roberto Willy Villarroel Vedia          | 80 036     | 4,21  |
| Grover Torres Araníbar                  | 56 134     | 2,96  |
| Jenny Ibánez Sierra                     | 55 489     | 2,92  |
| Cecilio Vega Oporto                     | 48 838     | 2,57  |
| Votos válidos                           | 1 899 017  | 35,02 |
| Votos en blanco                         | 739 666    | 13,64 |
| Votos nulos                             | 2 784 214  | 51,34 |
| Total de votos emitidos                 | 5 422 897  |       |
| Inscritos                               | 6 438 801  |       |
| Abstención                              | Abstención | 15,78 |
| Fuente: Órgano Electoral Plurinacional. |            |       |

## Consejo de la Magistratura

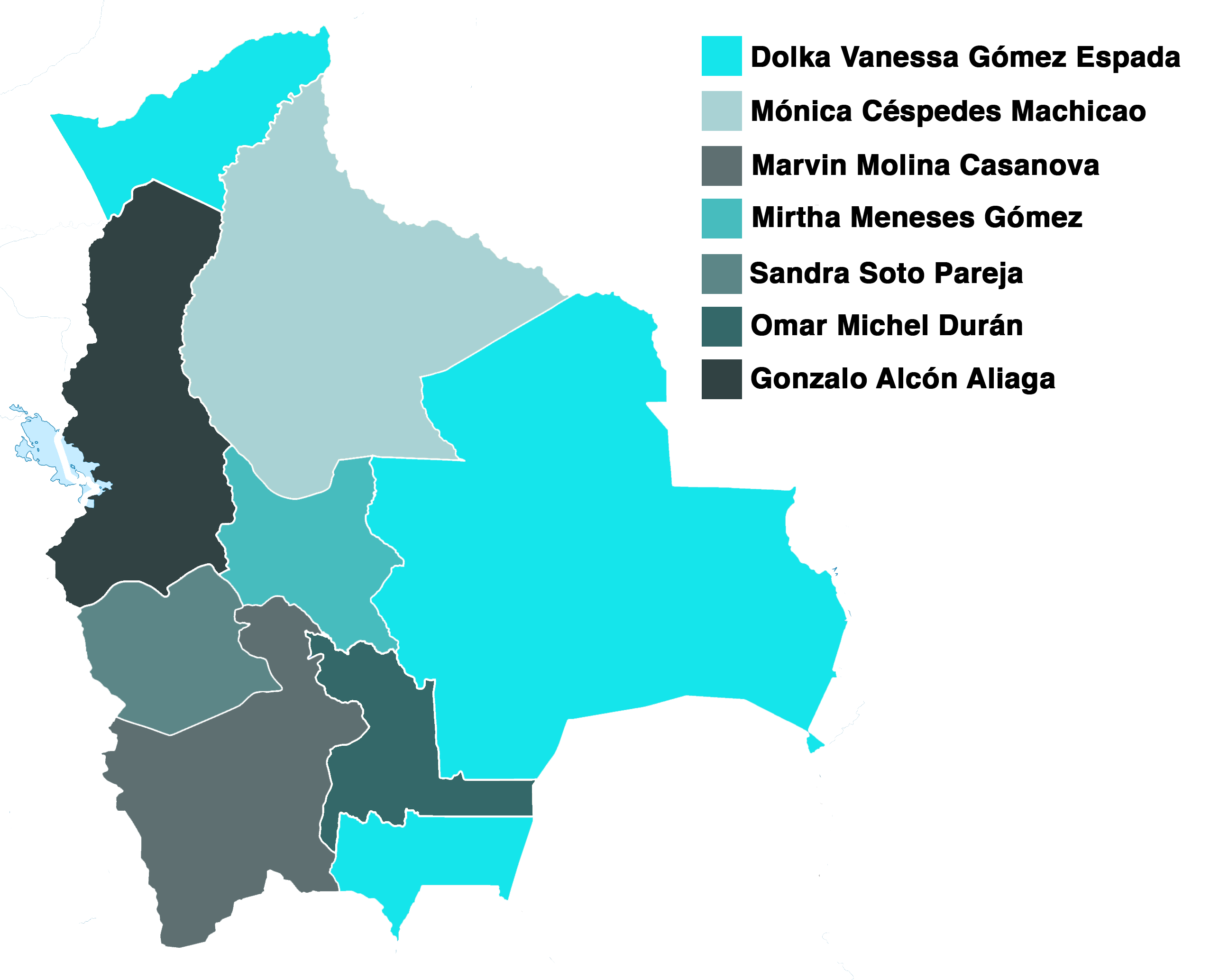
Candidato más votado por departamento.

10 candidatos fueron nominados de los que se elegirán a 3 magistrados.
| Candidatos                              | Votos      | %     |
| --------------------------------------- | ---------- | ----- |
| Dolka Vanessa Gómez Espada              | 233 910    | 13,21 |
| Gonzalo Alcón Aliaga                    | 231 371    | 13,07 |
| Omar Michel Durán                       | 201 923    | 11,41 |
| Marvin Arsenio Molina Casanova          | 196 565    | 11,11 |
| Mirtha Gaby Meneses Gómez               | 186 597    | 10,54 |
| Sandra Cinthia Soto Pareja              | 169 828    | 9,59  |
| Mónica Vivian Céspedes Machicao         | 146 291    | 8,26  |
| Noel Antonio Carlos Humboldt Kovacev    | 140 378    | 7,93  |
| Clara Victoria Ramos Aillón             | 138 327    | 7,81  |
| Jesús Álvaro Cuellar Calderón           | 124 849    | 7,05  |
| Votos válidos                           | 1 770 039  | 32,64 |
| Votos en blanco                         | 870 192    | 16,05 |
| Votos nulos                             | 2 782 504  | 51,31 |
| Total de votos emitidos                 | 5 422 735  |       |
| Inscritos                               | 6 438 801  |       |
| Abstención                              | Abstención | 15,78 |
| Fuente: Órgano Electoral Plurinacional. |            |       |

## Observación electoral
La observación electoral por parte de la OEA fue dirigida por el excanciller de Ecuador, Guillaume Long. Además estuvieron presentes en las elecciones las misiones de Unión Interamericana de Organismo Electorales (Uniore), Unión de Naciones Suramericanas (Unasur) y Asociación Mundial de Organismo Electorales (AWEB).